# Weybridge (Vermont)
Weybridge è un comune degli Stati Uniti d'America, situato nello Stato del Vermont, nella Contea di Addison.